# Kaleidoscope (альбом Siouxsie and the Banshees)
Kaleidoscope — третий студийный альбом британской постпанк-группы Siouxsie and the Banshees, изданный в 1980 году.

## Об альбоме
Первый альбом The Banshees, записанный в новом составе (за несколько месяцев до его выхода произошёл скандальный инцидент: Джон МакКей и Кенни Моррис без предупреждения ушли из ансамбля прямо перед концертом, их заменили Баджи из The Slits и Джон Макгиох из Magazine), «Kaleidoscope» знаменовал собою отход от их прежнего жесткого, арт-панк-ориентированного стиля: музыканты начинают экспериментировать с синти-попом и электроникой, музыкальный материал становится более эклектичным — так, в «Christine» слышатся психоделические интонации, «Lunar Camel» навеяна восточными этническими мотивами. Песни «Happy House» и уже упоминавшаяся выше «Christine» были изданы синглами и обе стали хитами (первая достигла #17, вторая — #24 в UK Singles Chart соответственно); критики также приняли альбом доброжелательно — так, П. Хьюитт из «Melody Maker» назвал его «калейдоскопом звука, образов, новых форм, нового содержания, мелькающих перед глазами» и, выделив особо песни «Paradise Place» и «Skin», определил их как «классические вещи The Banshees — гипнотические, острые, безжалостные».

## Список композиций
Все песни написаны Сьюзи Сью и Стивом Северином, не считая особо отмеченных.
1. «Happy House»
2. «Tenant»
3. «Trophy» (Сью/Северин/Макгиох)
4. «Hybrid»
5. «Clockface»
6. «Lunar Camel»
7. «Christine»
8. «Desert Kisses»
9. «Red Light»
10. «Paradise Place»
11. «Skin»